# 渕高站
渕高站（日语：／ Fuchidaka eki */?）是位於愛知縣愛西市渕高町八畝割，名古屋鐵道（名鐵）的尾西線車站。車站編號為「BS03」

## 歷史
- 1924年（大正13年）10月1日 - 尾西鐵道（日语：尾西鐵道）車站啟用[2]，當時車站位於愛知縣海部郡佐織村（日语：佐織町）大字渕高新田（現時：愛西市渕高町（日语：渕高町）[3]）。
- 1925年（大正14年）8月1日 - 隨著尾西鐵道被收購，此站成為名鐵尾西線車站。
- 1958年（昭和33年） - 成為無人車站[4]。
- 2008年（平成20年）
  - 2月22日 - 原本於站前的細川商店可購買車票，當日起終止發售。為名鐵最後一個委託販賣車票的車站。
  - 3月14日 - 車站可以使用「Tranpass」[5]。
- 2011年（平成23年）2月11日 - 車站可以使用「manaca」IC卡。
- 2012年（平成24年）2月29日 - 車站不再可以使用「Tranpass」。

## 車站構造
車站是一座地面車站，設有2面2線的島式月台。月台可容納4卡車廂。
曾經津島方向月台只可容納2卡車廂，截至2013年可容納4卡車廂。

### 月台

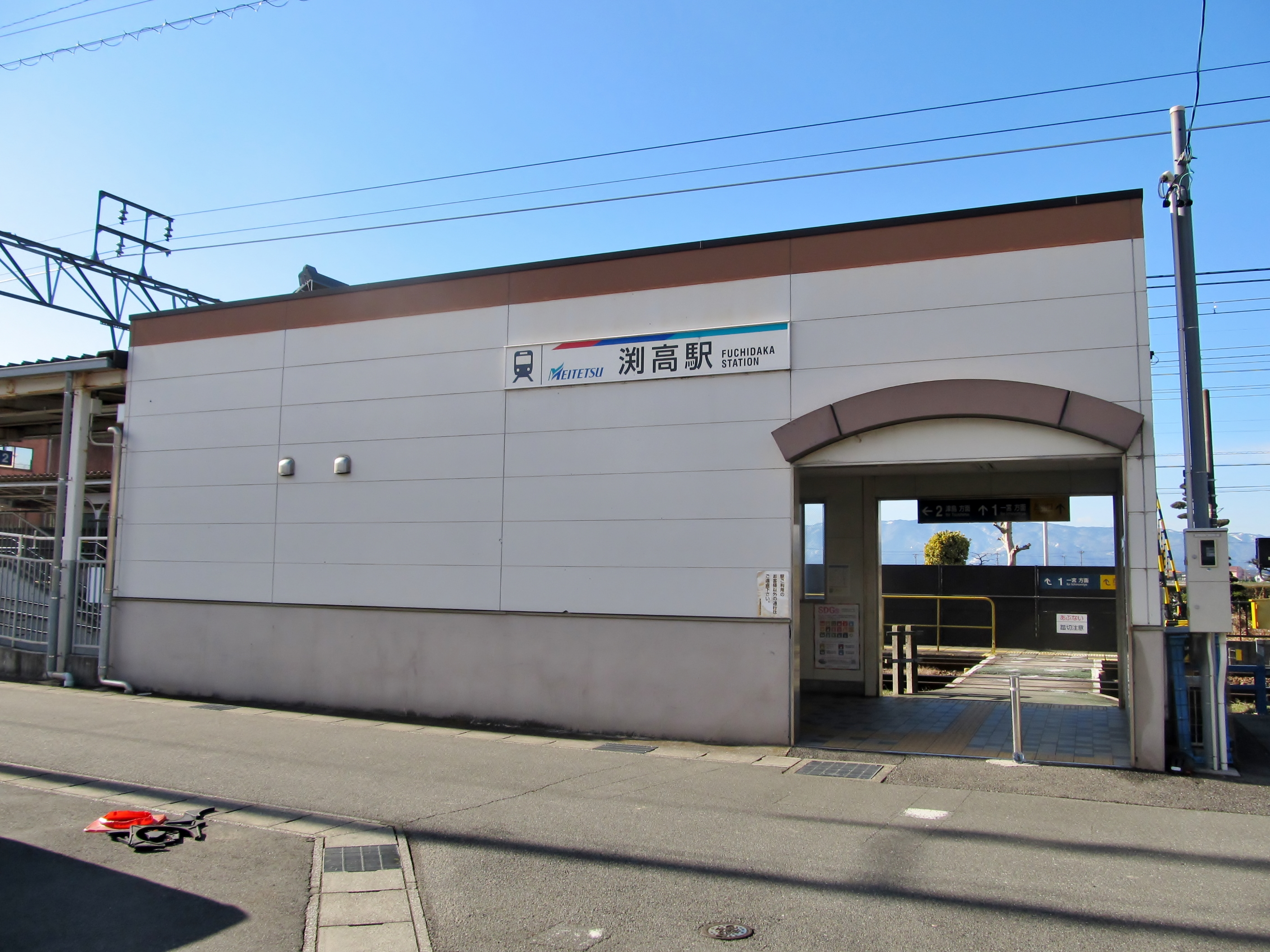
往津島方向的站房
(2022年1月)

| 月台 | 路線                     | 方向 | 目的地       | 備註                                         |
| ---- | ------------------------ | ---- | ------------ | -------------------------------------------- |
| 1    | 尾西線（名鐵一宮〜津島） | 下行 | 名鐵一宮方向 | 舉行尾張津島天王祭之際，部分列車前往森上     |
| 2    | 尾西線（名鐵一宮〜津島） | 上行 | 津島方向     | 平日早上設有經津島前往須口、名古屋方向的班次 |

### 配線圖
| ← 一宮方向      | 渕高站 站內配線略圖 | → 津島方向 |
| 图例 参考文献： |                     |            |

## 利用狀況
- 在中提及在2013年度，當時1日平均上下車人次為1,540人，為名鐵所有車站（275站）排名第195，尾西線（22站）中排名第12[9]。
- 在中提及在1992年度，當時1日平均上下車人次為1,450人，為除岐阜市內線均一車費區間內各站（岐阜市內線、田神線、美濃町線徹明町站至琴塚站之間）外名鐵所有車站（342站）中排名第198，尾西線（23站）中排名第11[10]。
- 在《愛知統計年鑑》中提及2010年度的一年總乘車人次為253,850人[11]，平均每日約695人。
- 根據《愛西市之統計》和《移動等円滑化取組報告書》，以下為各年度1日平均上下車人次列表[12][13]。

| 年度   | 1日平均 上下車人次 |
| ------ | ------------------ |
| 2002年 | 1,211              |
| 2003年 | 1,212              |
| 2004年 | 1,223              |
| 2005年 | 1,244              |
| 2006年 | 1,340              |
| 2007年 | 1,360              |
| 2008年 | 1,405              |
| 2009年 | 1,379              |
| 2010年 | 1,402              |
| 2011年 | 1,449              |
| 2012年 | 1,497              |
| 2013年 | 1,540              |
| 2014年 | 1,470              |
| 2015年 | 1,566              |
| 2016年 | 1,630              |
| 2017年 | 1,688              |
| 2018年 | 1,725              |
| 2019年 | 1,699              |

## 車站周邊
- 愛知縣立愛西工科高等學校（日语：愛知県立愛西工科高等学校）
- 愛知縣立佐織特別支援學校（日语：愛知県立佐織特別支援学校）

## 相鄰車站
名古屋鐵道
 尾西線
六輪（BS02）－渕高（BS03）－丸渕（BS04）

## 註腳
1. ↑  名古屋鉄道. .   [2013-08-28]. （原始内容存档于2021-08-06） （日语）.
2. ↑  . 地方鐵道驛設置竝營業哩程變更: 403. 1924-10-16  [2013-08-28]. （原始内容存档于2023-06-06） （日语）.
3. ↑  海部西部4町村合併協議会事務局.  (PDF). 2005-02-01  [2013-08-28]. （原始内容存档 (PDF)于2016-03-04） （日语）.
4. ↑  寺田裕一. . Neko出版. 2013: 257. ISBN 978-4777013364 （日语）.
5. ↑  名古屋鉄道. . 2008-02-20  [2013-08-27]. （原始内容存档于2016-03-05） （日语）.
6. ↑  渕高駅 - 電車のご利用案内 （页面存档备份，存于）（日語），2019年3月23日參閲
7. 1 2  駅時刻表：名古屋鉄道・名鉄バス （页面存档备份，存于）（日語），2019年3月23日參閲
8. ↑  電氣車研究會，『鐵道畫刊』通卷第816號 2009年3月 臨時特刊號 「特集 - 名古屋鉄道」，卷末附有「名古屋鉄道 配線略図」
9. ↑  名鐵120年史編纂委員會事務局（編）. . 名古屋鐵道. 2014: 160–162 （日语）.
10. ↑  名古屋鐵道廣報宣傳部（編）. . 名古屋鐵道. 1994: 651–653 （日语）.
11. ↑  愛知県県民生活部統計課. . 2013-03-08  [2013-08-28]. （原始内容存档于2017-07-16） （日语）.
12. ↑  愛西市の統計 （页面存档备份，存于）（日語） - 愛西市
13. ↑   (PDF). 名古屋鉄道.   [2020-11-27]. （原始内容存档 (PDF)于2021-01-22） （日语）.

## 外部連結
- 渕高 - 名古屋鐵道